# Список имён славянского происхождения
В этом списке перечисляются личные имена славянского происхождения.

## История
Основные виды славянских имён:
- Двухосновные имена (Святослав, Доброжир, Тихомир, Ратибор, Ярополк, Гостомысл, Велимудр, Всеволод, Богдан, Доброгнева, Любомила, Миролюб, Светозар, Милонег и др.) и их производные (Добрыня, Тишило, Рат(и)ша, Путята и т. п.);
- Имена от причастий (Ждан, Неждан, Хотен);
- Имена из животного и растительного мира (Щука, Ёрш, Заяц, Волк, Орёл, Орех и т. п.);
- Имена по порядку рождения (Первуша, Вторак, Третьяк);
- Имена по человеческим качествам (Храбр).

Особый пласт имён представляли княжеские имена, преимущественно употребляемые в правящем роду, у каждого славянского племени набор их был отличен (например, на Руси — Вячеслав, Ярополк, Всеволод, см. Родовые имена Рюриковичей).
Первые века христианства (X—XIII вв.) славянские имена употреблялись на Руси в быту, крестильные же имена (разного происхождения, но через греческое посредство) использовались лишь в церкви. С XIV века основным именем становится христианское, причём люди продолжали иметь прозвища, уже не традиционные, а обычно связанные с той или иной чертой человека и определяемые живым языком (Волк, Палка, Большой и т. п.), от них наряду с крестильными именами (Иванов, Петров) позже стали образовываться русские фамилии (Волков, Палкин, Большов и т. п.). Из славянских имён сохранились в употреблении лишь те, которые носили канонизированные святые — тем самым эти имена стали даваться в крещении (Владимир, Всеволод, Борис и др.).
Ряд имён из славянских корней возник на славянской почве как калька греческих, например, Вера, Надежда, Любовь (Πίστη, Ελπίδα, Αγάπη), Лев (Leo). К славянским дохристианским они не относятся.

## А
- Акамир (Окомир)
- Алень — олень. Употреблялось в 1370 году в Сербии.[источник не указан 250 дней]
- Ахмыл

## Б
- Бажен — желанное дитя, желанный. То же значение у имён Бажай и Бажан. От этих имён возникли фамилии Бажанов, Баженов и Бажутин.
- Бажена — женская форма имени Бажен.
- Баламут — несерьёзный, легкомысленный. Употребляется в XIV веке в Новгороде.
- Безсон — недремлющий, бодрый. От этого имени возникли фамилии: Бессонов и Безсонов.
- Белослав — от бел — белый, белеть и слав — славить. Сокращённые имена: Беляй, Белян. От этих имён возникли фамилии: Белов, Белышев, Беляев.
- Белослава — женская форма имени Белослав. Сокращённое имя — Беляна.
- Берёза — одно из персонифицированных имён растительного мира.
- Беримир — заботящийся о мире.
- Берислав — берущий славу, заботящийся о славе.
- Берислава — женская форма имени Берислав.
- Благослав — прославляющий доброту.
- Благослава — женская форма имени Благослав. Сокращённые имена: Блага, Благана, Благина.
- Блуд — распутный, непутёвый. Одно из «отрицательных» имён. От этого имени возникла фамилия: Блудов.
- Богдан — Богом данный, подарок Бога, ребёнок данный Богом. То же значение у имени Божко. От этих имён возникли фамилии Богданин, Богданов, Богдашкин и Божков.
- Богдана — женская форма имени Богдан.
- Боголюб — любящий Бога. От этого имени возникла фамилия Боголюбов.
- Богомил — Божидар — подаренный Богом, милый Богу. То же значение у имени Богумил.
- Богуслав — славящий Бога.
- Богша — краткая форма, известна из грамоты № 114, Новгород.
- Божена (Божана) — божья, благословенная или Богом одарённая.
- Божидара — женская форма имени Божидар.
- Болеслав — прославленный, более славный.
- Болеслава — женская форма имени Болеслав.
- Боримир, Боремир[2] — борец за мир, миротворец.
- Борис — сокращённая форма имени Борислав.
- Борислав — славный борьбой — борец за славу. Сокращённые имена: Борис, Боря. От этих имён возникли фамилии Борин, Борискин, Борисов, Борисихин, Боричев и Борищев.
- Борислава — женская форма имени Борислав.
- Борщ — одно из персонифицированных имён растительного мира. В дословном переводе: Борщ — ботва растений. От этого имени произошла фамилия Борщёв.
- Боян — сказатель. Имя образовалось от глагола: баять — говорить, рассказывать, воспевать. То же значение у имён Баиан, Баян. От этих имён произошла фамилия Баянов.
- Бояна — женская форма имени Боян.
- Бранимир — бранящий, ругающий мир.
- Братислав — славный братьями — от брати — бороться и слав — славить.
- Братислава — женская форма имени Братислав.
- Бронислав — славно обороняющий (огласовка польская, рус. Боронислав) — защитник славы, оберегающий славу. То же значение у имени Бранислав. Сокращённое имя — Броня.
- Бронислава — женская форма имени Бронислав.
- Брячислав — от брячи — бряцать и слав — славить.
- Будигост — пробуждающий гостя (гости — ещё и название купцов).
- Будимир — пробуждающий мир — миротворец. От этого имени произошли фамилии Будилов и Будищев.
- Бурислав

## В
- Вадим — спорщик, раздорник (от древнерусского «вадити» — сеять смуту, спорить, обвинять, клеветать).
- Варемар — глава русских в Феллине (1220-е года) в время крестового похода на Русь.[3]
- Вацлав
- Велерад
- Велимир — большой мир.
- Велимира — женская форма имени Велимир.
- Велимудр — многознающий.
- Велислав — большая слава, наиславнейший.
- Велислава (сокр. Вела, Велика, Величка) — женская форма имени Велислав.
- Венцеслав — посвящающий славе, увенчанный славой.
- Венцеслава — женская форма имени Венцеслав.
- Вера — вера, верная.
- Веролюб — любящий веру.
- Верослав — славящий веру.
- Веселин — весёлый, жизнерадостный.
- Веселина (Весела) — женская форма имени Веселин. То же значение имеет имя: Весела.
- Веслав — польское.
- Веслава — женская форма, польское.
- Видана
- Видогост
- Витигост
- Витомир
- Владдух — князь Вендов, 772 год.
- Владимир — великий в своей власти[4]. От этого имени произошли фамилии: Владимиров, Владимирский, Володимеров, Володин, Володичев.
- Владимира — женская форма имени Владимир.
- Владислав (сокр. Влад) — владеющий славой.
- Владислава (сокр. Влада) — женская форма имени Владислав.
- Властимир
- Военег — наслаждающийся боем.
- Возгарь
- Воислав (сокр. Воило, Воин) — славный воин (старое «вой» = совр. «воин»). От этих имён произошли фамилии: Воейков, Войников, Воинов.
- Воислава — женская форма имени Воислав.
- Волибор — борющийся за волю.
- Волк (Вук) — одно из персонифицированных имён животного мира. От этого имени произошла фамилия: Волков.
- Ворон — одно из персонифицированных имён животного мира. От этого имени произошли фамилии: Воронихин, Воронов.
- Воротислав — возвращающий славу.
- Всеволод — властелин народа, всем владеющий. От этого имени произошли фамилии: Всеволодов, Всеволожский.
- Всеград
- Всемил — всеми любимый.
- Всемила — женская форма имени Всемил.
- Всемысл — мыслящего обо всем.
- Всемысла — женская форма имени Всемысл.
- Всесвет
- Всеслав (Сеслав) — всеславящий, знаменитый. От этого имени произошла фамилия: Сеславин.
- Всеслава — женская форма имени Всеслав.
- Вторак (Второй, Вторуша) — второй сын в семье. От этих имен произошли фамилии: Второв, Вторушин.
- Вышемир
- Вышеслав — выше своей славой (других).
- Вячеслав (Вацслав, Вышеслав) — наиславнейший, самый славный. От этих имен произошли фамилии: Вышеславцев, Вячеславлев, Вячеславов.
- Вячко — сокращённая форма от Вячеслав.

## Г
- Говен — мужское имя, известно из звенигородской берестяной грамоты № З2.
- Годобрат
- Годогост
- Годослав
- Гойник
- Голуба — кроткая.
- Горазд — искусный, способный. От этого имени произошла фамилия Гораздов.
- Горан
- Гордыня — гордый, непреклоняющийся.
- Горецвет
- Горислав — пламенный, горящий в славе.
- Горислава — женская форма имени Горислав.
- Горица
- Горыня — подобный горе́, громадный, несокрушимый; также — живущий в горах.
- Гостевид
- Гостемил — милый другому (гостю). От этого имени произошла фамилия: Гостемилов.
- Гостомысл — думающий о другом (госте).
- Гостята — женское имя, известно из грамоты № 9, Новгород
- Градимир — хранящий мир.
- Градислав — охранящий славу.
- Градислава — женская форма имени Градислав.
- Гранислав — улучшающий славу.
- Гранислава — женская форма имени Гранислав.
- Гремислав — прославленный.
- Громобой
- Гудислав (сокр. Гудим) — прославленный музыкант, трубящий славу. От этих имен произошла фамилия: Гудимов.

## Д
- Далибор
- Дарён — подаренный.
- Дарина (Дарёна, Дара) — женская форма имени Дарен.
- Девятко — девятый сын в семье.
- Деян — деятельный.
- Добран
- Добровлад
- Доброгнева — сильная в гневе.
- Доброгост — добрый гость (купец)
- Добролюб — добрый и любящий.
- Добромил — добрый и милый.
- Добромила — женская форма имени Добромил.
- Добромир (сокр. Добрыня, Добрыша) — добрый и мирный.
- Добромира — женская форма имени Добромир.
- Добромысл — добро мыслящий.
- Добронега
- Добронрав — с добрым нравом.
- Доброслав — прославляющий доброту.
- Доброслава — женская форма имени Доброслав.
- Доброжир
- Доброжмых — человек, который способен быть добрым и благородным даже в трудных обстоятельствах.
- Добрыня — добродушный.
- Домаслав (сокр. Домаш) — прославляющий родню.
- Доможир, Домажир — богатый домом («жир» — достаток, богатство).
- Драган
- Драгана
- Драгомир — дороже мира.
- Драгомира — женская форма имени Драгомир.
- Дражко (Дрожко)
- Дробн — мужское имя, см. грамоту № 181, Новгород.
- Дрочка — мужское имя, см. грамоту № 87, Новгород.
- Дружина (Друг) — товарищ.
- Дубыня — подобный дубу, несокрушимый.
- Духовлад — владеющий своим духом.
- Душан — душевный, духовный.
- Душевлад
- Душица

## Е
- Ель — одно из персонифицированных имён растительного мира.

## Ё
- Ёлка — одно из персонифицированных имён растительного мира.
- Ёрш — одно из персонифицированных имён животного мира.

## Ж
- Жаворонок — одно из персонифицированных имён животного мира.
- Ждан
- Ждана — женская форма имени Ждан.
- Жизнобуд — мужское имя, известно из новгородской грамоты № 607/562.
- Жизномир — живущий в мире.
- Жировит
- Жирослав

## З
- Забава — весёлая, забавная.
- Завид — мужское имя, см. грамоты № 103, 156 Новогород.
- Заяц — одно из персонифицированный имён животного мира.
- Збигнев
- Звенислава — оглашающая о славе.
- Звонимир, Звенимир[2] — оглашающий о мире.
- Здебор — созидающий победу («бор» — борьба, победа).
- Здебора — женская форма.
- Здислав — польское.
- Здислава — женская форма, польское.
- Зима — суровая, холодная.
- Златомир — золотой мир.
- Златоцвета (сокр. Злата) — золотоцветная.
- Злоба — одно из «отрицательных» имён.
- Зоран
- Зорица

## И
- Избыгнев
- Изяслав — добывший славу.
- Искра — женская форма имени Искрен.
- Искрен (Искро) — искренний.
- Истислав — славящий истину.
- Истома — томимый (возможно, связано с тяжёлыми родами).

## К
- Казимир[2]
- Казимира
- Кантемир — есть несколько версий происхождения. Одна из них славянская. Имя связывают с корнем «кант», что переводится как «угол» или «край». В этом контексте оно может символизировать защитника или покровителя определённого региона.
- Клонимир — сын Сербского князя Стоимира.
- Красимир — прекрасный и мирный.
- Красимира (Краса) — женская форма имени Красимир.
- Креслав — возжигающий (от «кресити») славу; огнепоклонник.
- Крив — прозвище «кривой» (одноглазый).

## Л
- Лад
- Лада
- Ладимир — ладящий миром.
- Ладислав — ладный славой.
- Лан — на древнерусском означает «земля», «широкое, пахотное поле».
- Лана — женская форма, также означает «плодородная».
- Лебедь (Лыбедь, Лебядь, Белыдь) — персонифицированное имя животного мира.
- Лесьяр — охраняющий лес.
- Лудислав, Лудьслав — мужское имя, см. грамоту № 113, Новгород
- Лучезар — первый луч зари.
- Любава
- Любиград
- Любим — любимый.
- Любица
- Любовь, Люба, Любошь, Любичанъ, Любона
- Любогост — любящий гостя (купца).
- Любомила — любимая, милая.
- Любомир — любящий мир.
- Любомира — женская форма имени Любомир.
- Любомысл — любящий размышлять.
- Любослав — любящий славу.
- Людевит
- Людмил — милый людям; мужская форма имени Людмила.
- Людмила
- Лютовлад
- Лютогост
- Лютой
- Лютомир — лютый мир.

## М
- Мал (Малой, Младен) — маленький, младший.
- Малобуд
- Малоед — тот, кто мало ест.
- Маломир — малый мир. Употреблялось в 831—867, князь болгар.
- Маломоживый — тот, кто мало может.
- Малуша (Млада) — женская форма имени Мал.
- Мезамир (Межемир)
- Местятка — известно из грамоты № 213, Новгород.
- Мечислав — славный мечом.
- Милан (Милен) — милый.
- Милана (Милава, Милада, Милена, Милица, Умила) — женская форма имени Милан.
- Милобуд
- Милован — ласкающий, заботливый.
- Миловид
- Милодана — женская форма имени Милодан.
- Милодух — князь сербов.
- Миломир
- Миломира
- Милорад — милая радость.
- Милослав (сокр. Милонег) — славный милостью.
- Милослава — женская форма имени Милослав.
- Миодраг — драгоценный, божественный.
- Мирина — мирная.
- Миробуд
- Мировей
- Мировид
- Миродар — пожелательное имя — дари мир! Употреблялось в XII веке у сербов.
- Миролюб — пожелательное имя — люби мир! Употреблялось в 1088 году в Моравии и Богемии.
- Миромир — пожелательное имя — мири мир! Употреблялось в IX веке у южных славян.
- Миронега
- Мирослав — славный миром[2].
- Мирослава — женская форма имени Мирослав.
- Михалап — меховая лапа.
- Младан — мальчик, молодой.
- Моесил — моя сила.
- Моимил — мой милый.
- Моймир — князь Моравский.
- Мокроус — мокрый ус.
- Мокша — неповоротливый, ленивый.
- Молокоед — любитель молока. Употреблялось в 1646 на Дону.
- Молчан — неразговорчивый, молчаливый.
- Монислав — слава героя.
- Мормагон — играющий со смертью. Упоминается в болгарских родословных князей и королей.
- Мороз — хладнокровный.
- Мох — одно из персонифицированных имён растительного мира.
- Мрак — мрак, морок[5].
- Мстивой — мстящий воин.
- Мстислав — от «месть» и «слава», собственно «мсти за славу»[6].
- Мстислава — женская форма имени Мстислав.
- Мужедраг — дорогой мужчина. Употреблялось у южных славян в 1243 году.
- Муковоз, Муконос — разносящий, развозящий муку.
- Мутимир
- Мухомор — одно из персонифицированных имён растительного мира. Употреблялось в 1654 году, белоцерковский казак.
- Мыслимир — пожелательное имя — думай о мире!
- Мямля — говорящий неразборчиво. Употреблялось в 1427 году в Белозерске.
- Мяун — мяукающий, говорящий «мяу». Употреблялось в 1552 году, мозырьский крестьянин — Мяунчич Жихарь.

## Н
- Надежда
- Нажир — мужское имя, известно из грамот № 233, 235 Новгород.
- Невзор — одно из «отрицательных» имён.
- Нежана
- Неждана — нежданная.
- Неженец — мужское имя, известно из звенигородской грамоты №звен2.
- Некрас — одно из «отрицательных» имён.
- Некраса — женская форма имени Некрас.
- Новик (Новак) — новый.
- Новица

## О
- Онагост
- Орёл — одно из персонифицированных имён животного мира. От этого имени произошла фамилия: Орлов.
- Орлик
- Осмомысл — мыслящего за семерых или имеющего на каждое дело восемь мыслей.
- Остромир
- Осьмой (Осьмуша) — восьмой ребёнок в семье. От этих имен произошли фамилии: Османов, Осьмеркин, Осьмов.

## П
- Передслава (Пред(е)слава)
- Пересвет — сражающийся за свет.
- Пламена
- Позвизд — предположительно, имя одного из последних сыновей Владимира Святославича. Совпадает с именем славянского «бога ветров» книжного происхождения.
- Предраг — сверхдрагоценный.
- Премысл — перемысливающий все (чешский князь, 750 г.)
- Преслава
- Прибыслав
- Прибыслава — дочь владимиро-волынского князя Ярослава Святополчича.
- Путимир — разумный и мирный.
- Путислав (Путята) — славящий разумно.

## Р
- Радигост (Радогаст, Радогост, Радегаст, Ридегост, Радогощ) — заботящийся о другом (госте, купце).
- Радиград
- Радимир (Радомир, сокр. Радим) — заботящийся о мире. От этих имен произошли фамилии: Радилов, Радимов, Радищев.
- Радимира (Радомира) — женская форма имени Радимир.
- Радислав (Радослав) — заботящийся (радеющий) о славе.
- Радислава — женская форма имени Радислав.
- Радмила — заботливая и милая.
- Радовлад
- Радогор — радость гор, очень сильный.
- Радомысл
- Радосвета — освящающая радостью (муж. Радосвет).
- Радость (Рада) — радость, счастье.
- Разумник — рассудительный, разумный.
- Ратибор (Рачибор, Ратибож, Рачибуж) — воин леса, защитник.
- Ратко
- Ратмир, Ратимир, Ратьмир — воин мира[2].
- Рогнеда
- Роговлад, Рогволод
- Родислав — славный родом.
- Родовлад
- Рознег — мужское имя, известно из грамоты № 119, Новогород
- Росслав — славный Росс. Отсюда Росславль — ныне Рослау, на Лабе
- Ростислав — возрастающая слава.
- Ростислава — женская форма имени Ростислав.
- Ростих — мужское имя, известно из грамоты № 160, Новгород.
- Ружана — западнославянская форма имени Розанна.
- Ружица
- Румяна

## С
- Самовлад
- Сбыня — известно по грамоте № 2, Торжок
- Сбыслава
- Светислав (Светослав) — прославляющий свет. То же значение имеет имя: Светослав.
- Светислава — женская форма имени Светислав.
- Световид (Свентовид) — видящий свет, прозорливый. То же значение имеет имя: Свентовид. Имя западнославянского бога.
- Световлад
- Светозар — озаряющий светом.
- Светозара (Светлозара) — женская форма имени Светозар. То же значение имеет имя: Светлозара.
- Светоcлав
- Светоcлава
- Святополк (Сватоплук)— предводитель священного войска.
- Святослав — священная слава.
- Святослава — женская форма имени Святослав.
- Сияна — женское.
- Скалогром
- Славомир — мирнославящий.
- Славомыс
- Слободан — свободный, дающий свободу.
- Смиляна — от названия цветка.
- Снежана — беловолосая, холодная.
- Сновид — мужское, известно из новгородской грамоты.
- Собеслав
- Соловей — персонифицированное имя животного мира. От этого имени произошли фамилии: Соловей, Соловьев.
- Сом — персонифицированное имя животного мира.
- Станимир — устанавливающий мир[2].
- Станимира — женская форма имени Станимир.
- Станислав — устанавливающий славу. От этого имени произошла фамилия: Станищев.
- Станислава — женская форма имени Станислав.
- Стоум — умный как сотня.
- Стоян — крепкий, несгибаемый, стойкий.
- Строимир
- Судимир
- Судислав
- Судиша — мужское имя, возможно, уменьшительное от Судислав. Известно по новгородской грамоте № 235.
- Сулислав

## Т
- Табемысл (Добемысл, Добомысл)
- Татимир — военачальник 959 года в Византии.
- Твердимир — от «тверд» — твёрдый и «мир» — мирный, мир.
- Твердислав — от «тверд» — твёрдый и «слав» — славить. От этого имени произошли фамилии: Твердилов, Твердиславов, Твердиславлев.
- Твердята — мужское имя, известно из новгородской грамоты № 84.
- Творимир — создающий мир[2].
- Тихомир — тихий и мирный. От этого имени произошла фамилия: Тихомиров.
- Тихомира — женская форма имени Тихомир.
- Томила
- Томислав
- Томица
- Торчин — мужское имя, известно из грамоты № 225, Новгород
- Третьяк — третий сын в семье.

## У
- Уйка — см. грамоту № 114, Новгород.
- Улада
- Умила — легендарная дочь новгородского князя Гостомысла.
- Унислав

## Х
- Хотебуд
- Хотен
- Хотеслав
- Хотимир, Хотемир[2]
- Храбр — храбрый.

## Ц
- Цветава
- Цветана — подобная цветку.
- Целыгост
- Цзимислав

## Ч
- Часлав (Чеслав) — чающий славы.
- Часлава (Чеслава) — женская форма имени Часлав.
- Чернава (Чернавка) — темноволосая, смуглая (загорелая). От этих имен произошли фамилии: Чернавин, Чернавкин.
- Чернек — мужское имя, см. грамоту № 113, Новгород
- Чеслав — славный честью.
- Честимир
- Четвертак — четвёртый сын в семье.

## Щ
- Щука — персонифицированное имя животного мира.

## Я
- Яробуд
- Яровид
- Яромир — ярый (мощный) мир.
- Ярополк — ярое (мощное) войско.
- Ярослав — обладающий ярой (мощной) славой. От этого имени произошла фамилия: Ярославов.
- Ярослава — женская форма имени Ярослав.
- Ясна — ясная
- Ясномысл